# Mirosław Ziętarski
Mirosław Ziętarski (ur. 9 marca 1993 w Ciechocinie) – polski wioślarz, srebrny i brązowy medalista mistrzostw świata, mistrz Europy.

## Igrzyska olimpijskie
Na igrzyskach zadebiutował w 2016 roku w Rio de Janeiro. Wystąpił w czwórce podwójnej razem z Mateuszem Biskupem, Wiktorem Chablem i Dariuszem Radoszem. W eliminacjach zajęli drugie miejsce, co pozwoliło awansować do finału. Tam uplasowali się na czwartej pozycji, tracąc do medalowej pozycji 1,44 sekundy.

## Wyniki
| Rok  | Zawody                      | Miejsce                  | Konkurencja           | Czas             | Pozycja     |
| ---- | --------------------------- | ------------------------ | --------------------- | ---------------- | ----------- |
| 2010 | Mistrzostwa świata juniorów | Račice                   | Czwórka ze sternikiem | Finał C: 6:40,44 | 13. miejsce |
| 2011 | Mistrzostwa świata juniorów | Eton                     | Dwójka podwójna       | Finał B: 6:48,62 | 11. miejsce |
| 2012 | Mistrzostwa świata U23      | Troki                    | Ósemka                | Finał A: 5:54,09 | 5. miejsce  |
| 2013 | Mistrzostwa świata U23      | Linz                     | Czwórka podwójna      | Finał B: 5:55,95 | 7. miejsce  |
| 2014 | Mistrzostwa świata          | Amsterdam                | Czwórka podwójna      | Finał B: 5:41,64 | 10. miejsce |
| 2015 | Mistrzostwa Europy          | Poznań                   | Czwórka podwójna      | Finał A: 5:48,37 | 4. miejsce  |
| 2015 | Mistrzostwa świata          | Lac d’Aiguebelette       | Czwórka podwójna      | Finał B: 5:43,75 | 7. miejsce  |
| 2016 | Mistrzostwa Europy          | Brandenburg an der Havel | Czwórka podwójna      | Finał B: 6:06,72 | 7. miejsce  |
| 2016 | Igrzyska olimpijskie        | Rio de Janeiro           | Czwórka podwójna      | Finał A: 6:12,09 | 4. miejsce  |
| 2017 | Mistrzostwa Europy          | Račice                   | Dwójka podwójna       | Finał A: 6:22,10 | 2. miejsce  |
| 2017 | Mistrzostwa świata          | Sarasota                 | Dwójka podwójna       | Finał A: 6:10,66 | 2. miejsce  |
| 2018 | Mistrzostwa Europy          | Glasgow                  | Dwójka podwójna       | Finał A: 6:11,33 | 4. miejsce  |
| 2018 | Mistrzostwa świata          | Płowdiw                  | Dwójka podwójna       | Finał B: 6:05,45 | 8. miejsce  |
| 2019 | Mistrzostwa Europy          | Lucerna                  | Dwójka podwójna       | Finał A: 6:13,51 | 1. miejsce  |
| 2019 | Mistrzostwa świata          | Ottensheim               | Dwójka podwójna       | Finał A: 6:07,87 | 3. miejsce  |
| 2020 | Mistrzostwa Europy          | Poznań                   | Dwójka podwójna       | Finał A: 6:22,24 | 4. miejsce  |

## Odznaczenia
- Złoty Krzyż Zasługi (2024)[2]
- Brązowy Medal „Za zasługi dla obronności kraju” (2024)[3]